# 廣州市黃埔職業技術學校
廣州市黃埔職業技術學校是廣州市的一所中等職業學校，前身為廣州市第八十八中學和黃埔職業高級中學，創建於1968年。學校直屬黃埔區教育局，為公辦的國家級重點職業技術學校。校址位於中國广东省广州市黄埔区庙头路801号。